# Arvid Wittenberg

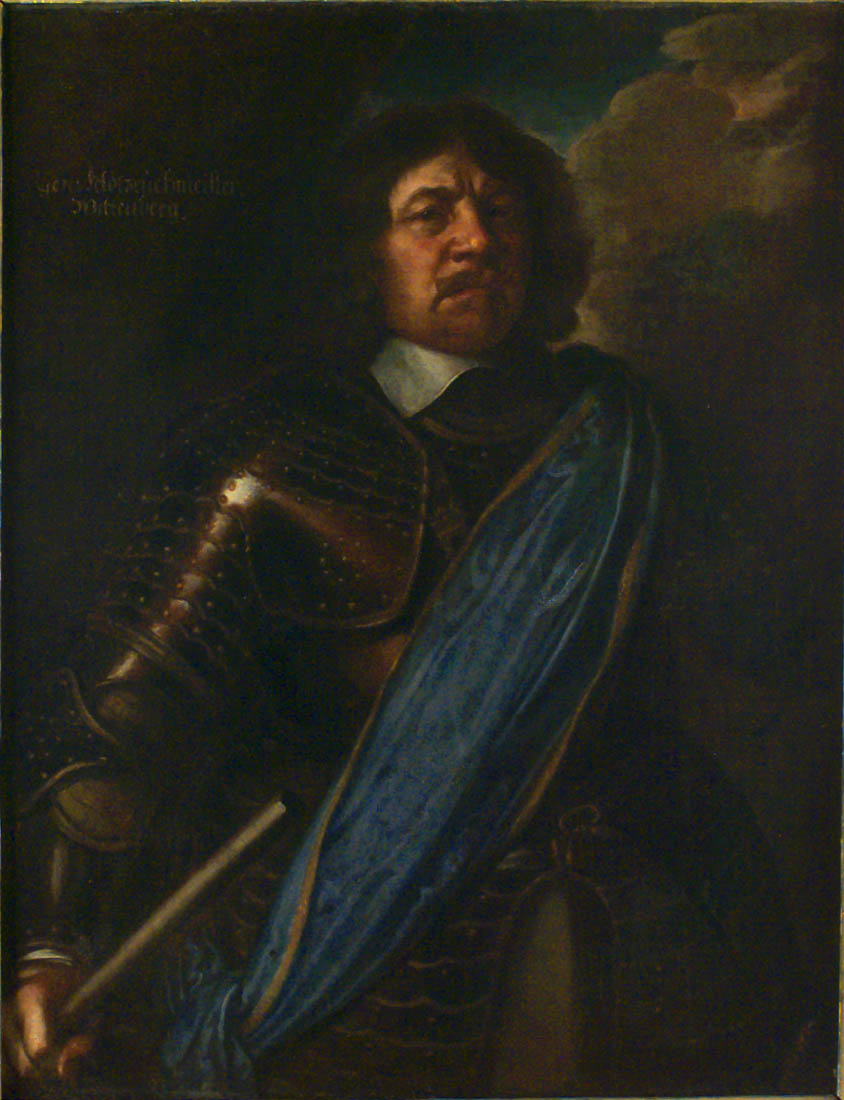
Arvid Wittenberg

Arvid Wirtenberg von Debern (Porvoo (Finland), 1606 - Zamość (Polen) 7 september 1657) was een Zweedse graaf, veldmaarschalk en lid van de Zweedse Kroonraad. 

## Biografie
Arvid Wittenberg werd geboren in Valente (Porvoo), in het toentertijd tot het Koninkrijk Zweden behorende Finland, als zoon van de belastinginspecteur Johannes Wirtenberg von Debern en Magdalena Schönfeld (ook wel Magdalena Johansdotter till Skinnarbacka). Bij voorkeur liet hij zich bij de oorspronkelijke Wittenberg-achternaam Wirtenberg von Debern noemen. 
In 1652 werd Arvid Wittenberg de titel van graaf verleend. Hij was twee keer getrouwd, eerst met Eva Margareta von Langen, vanaf 1642 tot haar dood in 1646, daarna trouwde hij in 1648 met Elisabeth Maximiliana von Schönburg. 
Arvid Wittenberg begon zijn militaire carrière in 1622 en nam als kolonel deel aan in de Slag bij Nördlingen in 1634. Hij werd gevangengenomen, maar later vrijgelaten. Vervolgens nam hij deel aan de gevechten te Wittstock (1636) en Chemnitz (1639) alvorens gepromoveerd te worden tot generaal-majoor. 
Daarna  kwam hij onder het commando van Lennart Torstenson met wie hij deelnam aan de rest van de Zweedse campagne in de Dertigjarige Oorlog tot het ontslag van Torstenson in 1645, met inbegrip van de gevechten van Breitenfeld (1642) en Jankov (1645), waarin hij beide keren het commando voerde over de Zweedse  rechterflank. Vervolgens nam hij het commando van het Zweedse leger over tot het aantreden van Carl Gustaf Wrangel.
Toen Carl X Gustav van Zweden zich voorbereidde op de oorlog tegen Polen werd Wittenberg gepromoveerd tot veldmaarschalk (1655). Om Polen aan te vallen werd hem het commando over een leger van 17.000 man toegewezen. Hij omringde het Poolse leger van edelen en dwong het te capituleren te Ujście (25 juli 1655) en veroverde de provincies  Poznań en Kalisz. Hij belegerde Krakau, dat 7 oktober 1655 capituleerde en dwong de Poolse commandant Stanisław Koniecpolski zich met zijn leger te onderwerpen. Vervolgens kreeg Wittenberg het commando van Warschau toegewezen, wat hij verdedigde tegen het Poolse leger onder Jan II Casimir van Polen tot de val van de stad op 21 juni 1656.
In tegenstelling tot wat was overeengekomen in de voorwaarden van de capitulatie, werd hij in de gevangenis gezet te Zamość waar hij later overleed. 
Arvid Wittenberg combineerde militaire vaardigheid met een harde en wrede behandeling van zijn vijanden, wat hem gehaat maakte onder de Polen.